# 波尔塔
波尔塔（法語：Porta，法語發音：[pɔʁta] ⓘ）是法国东比利牛斯省的一个市镇，属于普拉德区。

## 地理
波尔塔（42°31'35"N, 1°49'33"E）面积65.19 平方千米，位于法国奧克西塔尼大區东比利牛斯省，该省份为法国大陆部分最南部的省份，涵盖了北加泰罗尼亚，北起奥德省，西接阿列日省和安道尔，南与西班牙接壤，东临地中海。
与波尔塔接壤的市镇（或旧市镇、城区）包括：吉尔斯-德塞尔达尼亚、列斯、马兰赫斯、拉图尔德卡罗勒、恩坎普、波泰皮莫朗斯、昂韦奇、卡尼略。
波尔塔的时区为UTC+01:00、UTC+02:00（夏令时）。

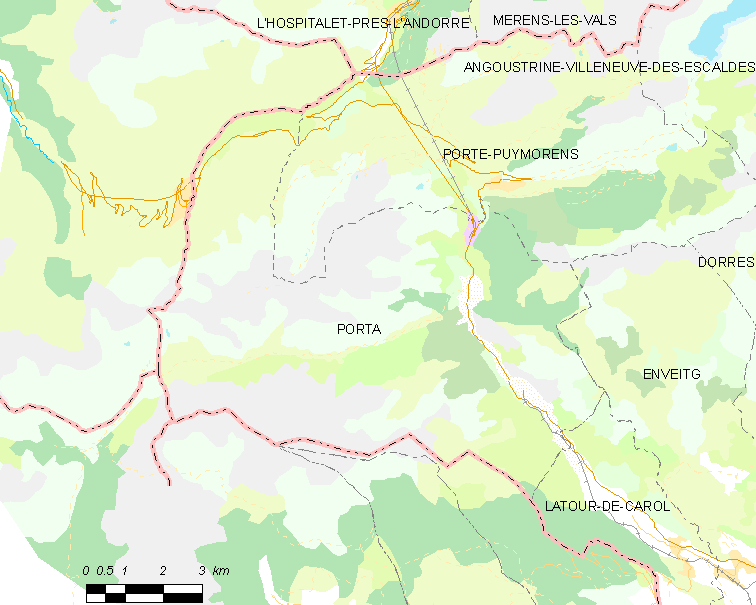
波尔塔的OSM定位图

## 行政
波尔塔的邮政编码为66760，INSEE市镇编码为66146。

## 政治
波尔塔所属的省级选区为加泰罗尼亚比利牛斯县。

## 人口

1962-2008年间波尔塔人口变化图示

波尔塔于2022年1月1日时的人口数量为103人。